# Tela no tejida

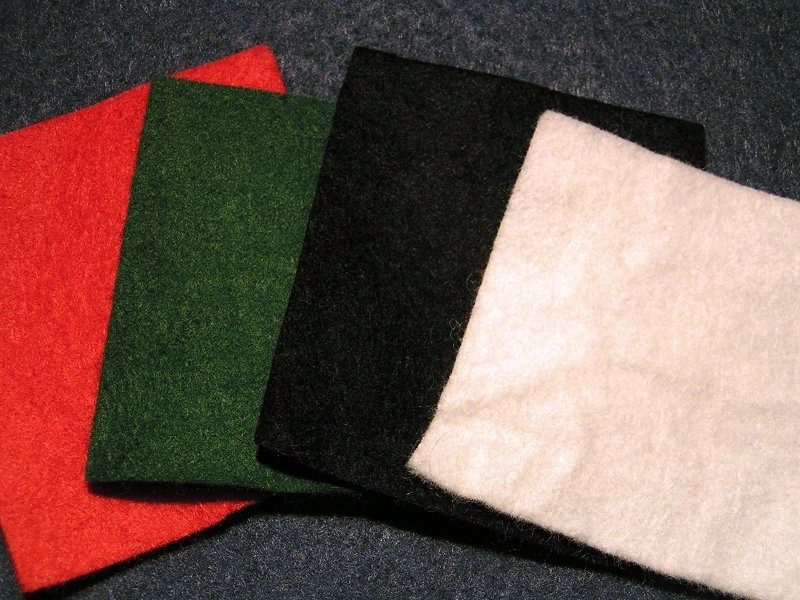
Fieltro.

Una tela no tejida o textil no tejido es un tipo de textil producido al formar una red con fibras unidas por procedimientos mecánicos, térmicos o químicos, pero sin ser tejidas y sin que sea necesario convertir las fibras en hilo. En este sentido, estos materiales se definen por su negativo (es decir, por lo que no son). Estos materiales textiles no se deshilachan; por eso, son apreciados para la confección de prendas y accesorios de alto rendimiento.
La tela no tejida es una lámina, velo o napa de fibras flexibles y porosas, sin trama, como el fieltro. Se trata de un textil con poca resistencia a no ser que se aumente la densidad o se refuerce con un forro. Este material puede reemplazar a la espuma de poliuretano.

## Usos

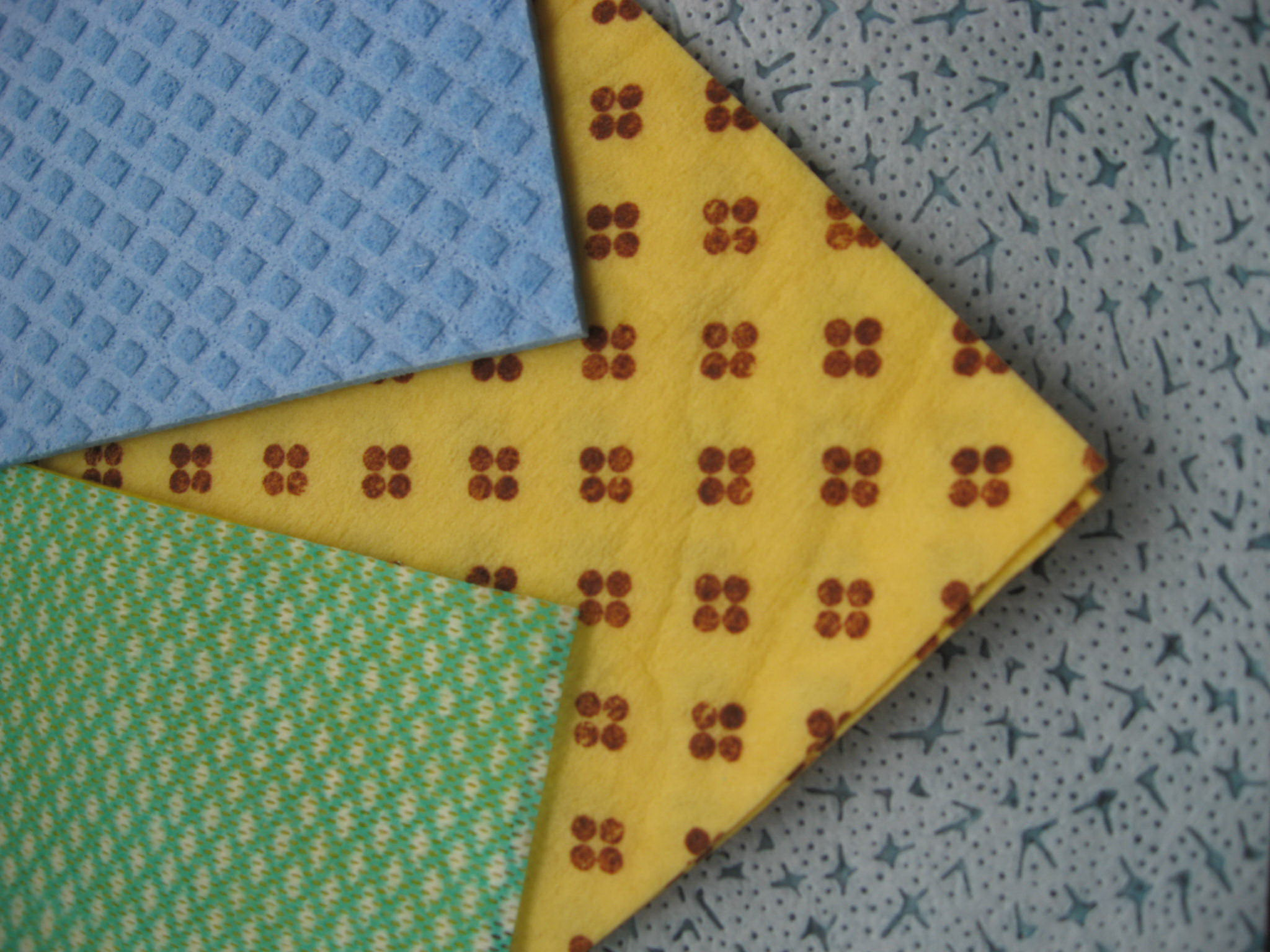
Un ejemplo de tela no tejida usado para la limpieza del hogar.

Estos materiales textiles son láminas planas y porosas que se fabrican directamente de filamentos o de plástico fundido o de película de plástico. Suelen fabricarse con cierto porcentaje de tela reciclada; el porcentaje depende de la resistencia necesaria para el uso previsto. A la inversa, algunos no tejidos pueden reciclarse después de utilizados, con el tratamiento y las instalaciones adecuadas. Por estas razones, algunas personas consideran los no tejidos más ecológicos en algunas aplicaciones, especialmente donde los artículos desechables (o de un solo uso) son algo importante, como hospitales, escuelas, residencias, hoteles de lujo...
Los no tejidos son productos tecnológicos que pueden tener una vida limitada. Algunas características propias de los no tejidos son: absorción, impermeabilidad, elasticidad, suavidad, resistencia al fuego, lavable, esterilizable, amortiguación, barrera contra bacterias. Estas propiedades se combinan en textiles diseñados para usos específicos, en los que se equilibra el coste y la vida del producto.
Estos textiles pueden mimetizar la apariencia, textura y resistencia de un tejido y pueden ser tan voluminosos como el relleno más grueso. Combinados con otros materiales proporcionan una amplia gama de productos con diversidad de propiedades; se utilizan solos o como elementos de indumentaria, mobiliario doméstico, área de la salud, artículos industriales y de consumo. Algunos usos son:
- Higiene: pañales, toallas sanitarias, otros artículos desechables como toallas desmaquillantes, toallas de manos, zapatillas...
- Medicina: batas de hospital y de cirugía, sábanas de quirófano, envoltorios de cirugía (la porosidad permite la esterilización).
- Filtros: en la industria automovilística, de aire, de aceite, de agua; en el hogar, de café, de agua, bolsitas de té, aspiradoras; en la industria farmacéutica, en la extracción de minerales.
- Geotextiles: geomembranas de protección, construcción de canales, sistemas de drenaje, control de erosión.
- Bolsa ecológica: uso promocional en bolsos, bolsas y demás productos.

## Fabricación

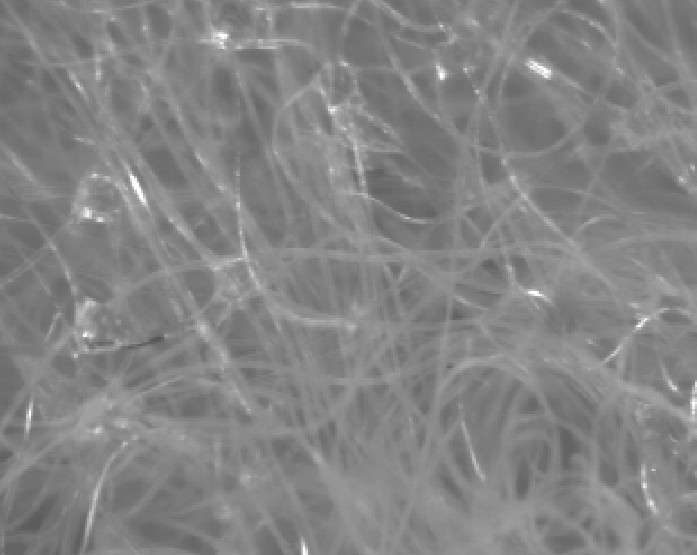
Fibras de tela no tejida vistas con microscopio.

Para su fabricación no es necesario formar una calada para el ligado de los filamentos (no hilados), sino que las fibras textiles se vuelcan en una bandeja de manera aleatoria sin que predomine ninguna dirección y se enlazan unas con otras por medios mecánicos.
Los no-tejidos son una lámina o red de fibras y filamentos artificiales o naturales, excluyendo al papel, que no se ha tejido y donde las fibras están adheridas entre sí usando alguno de los siguientes métodos:
- Agregando un adhesivo.
- Fusionando las fibras con calor.
- Fusionando las fibras, disolviendo y resolidificando su superficie.
- Creando «marañas» o «mechones» con las fibras.
- Usando puntadas para mantener las fibras en su lugar.

## Productos
Como producto conocido y utilizado para hacer bolsos ecológicos, forros y ropa médica se usa el Notex, Cambrell o Friselina. El producto es reconocido como ecológico cuando en realidad está hecho de plástico (polipropileno). Cuando su vida útil acaba es arrojado a la basura, por lo que es igual de contaminante que una bolsa de plástico común. 
El polipropileno fue desarrollado para la industria del empaque, la automotriz y entre otras para la industria de la ropa desechable, sobre todo por su bajo costo de fabricación. Éste es un derivado del petróleo que se compone de microfibras unidas no tejidas que al contacto con líquidos o a las condiciones del ambiente tienden a separarse, degradando el material rápidamente. Una bolsa reusable elaborada en este material puede tener un bajo costo, pero en realidad por su corta duración termina siendo la más cara.
Son bolsas que no se rasgan con facilidad y que al contacto con líquidos y la humedad no se deterioran rápidamente. Haz la prueba y deja tu bolsa de Notex en agua durante un día y veras que deja pasar el agua y es por esto que se usa para geo textiles.
Se degradan con los rayos UV, coloca una bolsa una semana a la intemperie y podrás ver cómo se deteriora y sin usarla lo que demuestra que si accideentalmente se arrojara al mar no se convertiría en un problema para los peces.
Sus microfibras no tejidas terminan siendo más contaminantes que una bolsa plástica tradicional ya que al no tener características químicas de biodegradación simplemente se mantienen durante cientos de años como lo que son: fibras plásticas que por su tamaño no son identificables, contaminando así el agua de ríos e ingresando al cuerpo de animales de consumo.
No dejan de ser bolsas desechables que duran un poco más para la utilidad que tienen. Sin embargo, al deteriorarse rápidamente terminarán irremediablemente en la basura.
Se hacen productos como el Ekotex, que es un no tejido hecho de fibra de botellas plásticas recicladas RPET. Este paño aglomerado Ekotex 100% de fibras de botella plásticas recicladas se utiliza para hacer bolsas ecológicas recicladas, entre otros usos.
Otro tela no tejida ampliamente utilizado es el Tyvek, desarrollado por DuPont. Debido al recubrimiento que se le aplica no se desgarra, es impermeable y lavable en lavadora.